# Clive Hachilensa
Clive Hachilensa (ur. 17 września 1979 w Mazabuce) – zambijski piłkarz grający na pozycji prawego obrońcy.

## Kariera klubowa
Karierę piłkarską Hachilensa rozpoczął w klubie Railway Express FC z miasta Ndola. W jego barwach zadebiutował w 1999 roku w rozgrywkach zambijskiej Premier League. W 2001 roku odszedł do Kabwe Warriors, z którym w 2002 i 2003 roku zdobył Challenge Cup. W 2004 roku grał w Green Buffaloes F.C. z Lusaki, a w 2005 roku w ZESCO United.
W połowie 2005 roku Hachilensa odszedł do południowoafrykańskiego Free State Stars FC z Bethlehem. W 2006 roku spadł z nim z Premier Soccer League do Mvela League. W 2007 roku odszedł do fińskiego IFK Mariehamn i w nim rozegrał 8 spotkań (1 gol) w Veikkausliidze.
W 2008 roku Hachilensa wrócił do ZESCO United i wywalczył z nim mistrzostwo Zambii. Następnie w tym samym roku ponownie zaczął grać w RPA, tym razem w klubie Carara Kicks FC. W 2010 znów grał w ZESCO Untied, a w latach 2011-2013 w Lime Hotspurs FC, w którym zakończył karierę.

## Kariera reprezentacyjna
W reprezentacji Zambii Hachilensa zadebiutował 12 marca 2000 roku w zremisowanym 1:1 towarzyskim meczu z Malawi. W 2006 roku został powołany do kadry na Puchar Narodów Afryki 2006 i rozegrał tam 2 spotkania: z Tunezją (1:4) i z Republiką Południowej Afryki (1:0). Z kolei w 2008 roku powołano go na Puchar Narodów Afryki 2008. Tam zagrał w 3 meczach: z Sudanem (3:0), z Kamerunem (1:5) i Egiptem (1:1). Od 2000 do 2009 rozegrał w kadrze narodowej 39 meczów.